# Argonaut Games
Argonaut Games PLC va ser una empresa desenvolupadora de videojocs britànica. Es va crear com a Argonaut Software per l'adolescent Jez San el 1982.

## Alguns dels videojocs
- Skyline Attack, 1984 (Commodore 64)
- Alien, 1984 (Commodore 64)
- Starglider, 1985
- Starglider 2, 1988
- Days of Thunder, 1990 (Atari ST, Amiga)
- Race Drivin', 1992 (Atari ST, Amiga)
- A.T.A.C, 1992 (PC CDROM)
- Birds of Prey, 1992 (AMIGA)
- Star Fox, 1993 (SNES)
- King Arthur's World, 1993 (SNES)
- Vortex, 1994 (SNES)
- Creature Shock, 1994 (PC CDROM)
- Ren & Stimpy: Fire Dogs, 1994 (SNES)
- FX Fighter, 1995 (PC CDROM)
- Play with Teletubbies, 1996 (PC CDROM)
- Alien Odyssey, 1997 (PC CDROM)
- Croc: Legend of the Gobbos, 1997 (PS1, SAT, PC)
- Buck Bumble, 1998 (N64)
- Croc 2, 1999 (PS1, PC)
- The Emperor's New Groove, 2000 (PS1, PC)
- Alien: Resurrection, 2000 (PS1, PC)
- Red Dog: Superior Firepower, 2000 (DC)
- Aladdin in Nasira's Revenge, 2000 (PS1, PC)
- Harry Potter and the Philosopher's Stone, 2001 (PS1)
- Harry Potter and the Chamber of Secrets, 2002 (PS1)
- Bionicle: Matoran Adventures, 2002 (GBA)
- Bionicle: The Game, 2003 (Xbox, PC, PS2, GameCube)
- I-Ninja, 2003 (Xbox, PC, PS2, GameCube)
- Swat: Global Strike Team, 2003 (Xbox, PS2)
- Carve, 2004 (Xbox)
- Catwoman: The Game, 2004 (Xbox, PC, PS2, GameCube)
- Powerdrome, 2004 (Xbox, PS2)
- Malice, 2005 (Xbox, PS2)